# Miniassegni

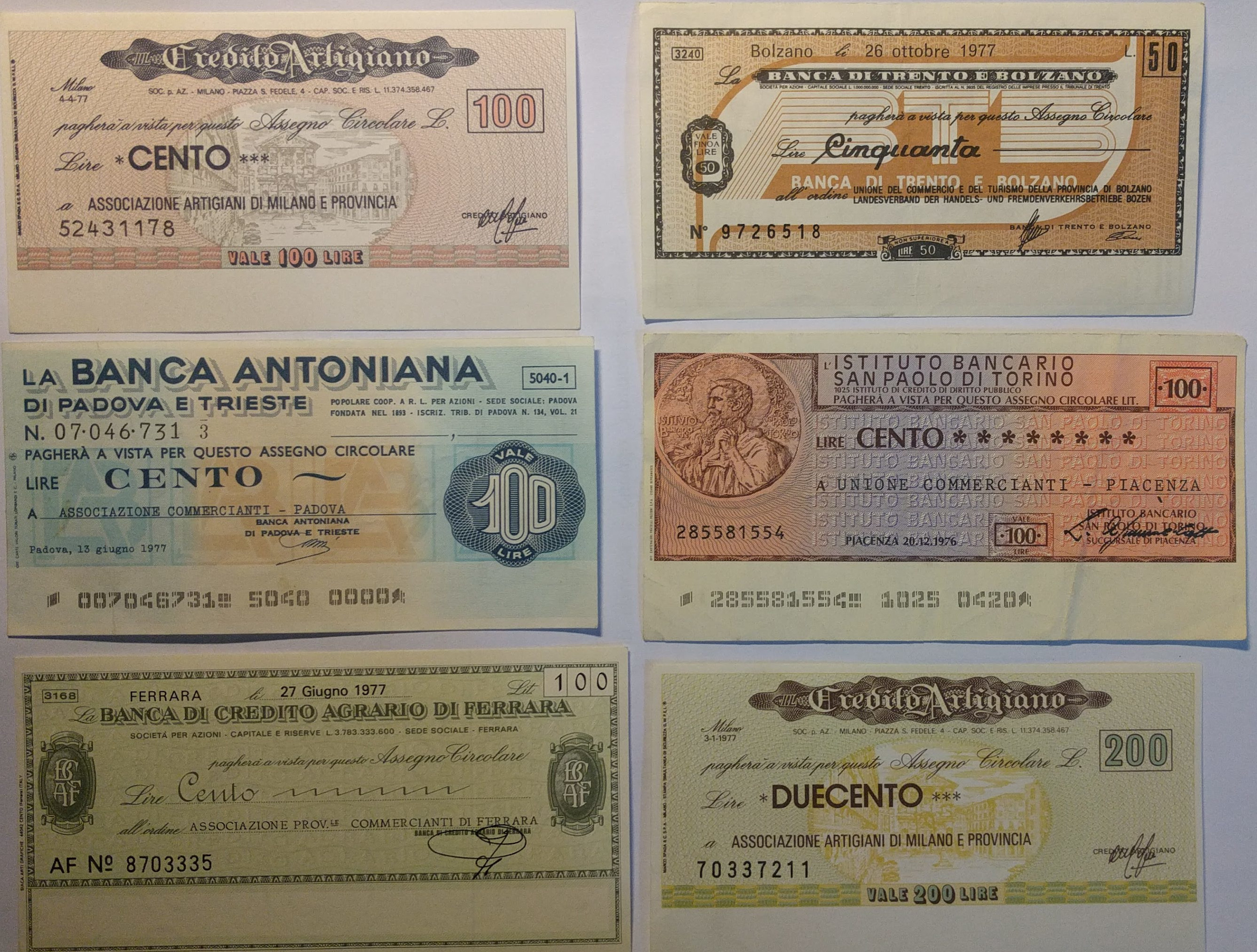
Miniassegni emitidos por varios bancos italianos.

Miniassegni (plural de miniassegno) fue el nombre que recibió un tipo de dinero de necesidad que circuló en Italia a finales de la década de 1970. Los miniassegni se utilizaron como sustituto del cambio que se había vuelto muy escaso en el país. Antes de que aparecieran los miniassegni, los sustitutos de las monedas ampliamente utilizados eran fichas telefónicas, dulces u otras mercancías pequeñas y, en algunas ciudades, billetes de transporte público.

## Historia
Los primeros miniassegni fueron emitidos el 10 de diciembre de 1975 por el Istituto Bancario San Paolo, con un valor nominal de 100 liras (alrededor de 0,14 dólares estadounidenses al tipo de cambio de 1983). Pronto muchos bancos emitieron miniassegni con valores nominales de 50, 100, 150, 200, 250, 300 y 350 liras. Su nombre (traducido como «minicheques») indicaba que eran cheques de caja o giros postales (assegni circolari en italiano), pero más pequeños de lo normal, con dimensiones entre los 110×60 mm y los 210×58 mm.
Para superar la prohibición de emitir moneda (prerrogativa exclusiva del Banco de Italia), los bancos imprimieron giros bancarios reales, pagaderos a varias pequeñas entidades y empresas con su endoso preimpreso. Luego, los cheques fueron tratados como valores al portador y el público los intercambió como si fueran moneda real.
En su apogeo, existieron 835 tipos diferentes de miniassegni, emitidos por 42 bancos, por un valor total estimado de más de 200 mil millones de liras. Algunos bancos emitieron series "ilustradas" con diseños distintivos. Estas emisiones, impresas en cantidades limitadas, se vendieron a coleccionistas con un margen de beneficio sustancial. En algún momento, incluso los grandes almacenes intervinieron, imprimiendo certificados de regalo canjeables por productos en pequeñas denominaciones. También hubo muchas falsificaciones, facilitadas por la ausencia casi total de elementos de seguridad adecuados (marca de agua o similares).

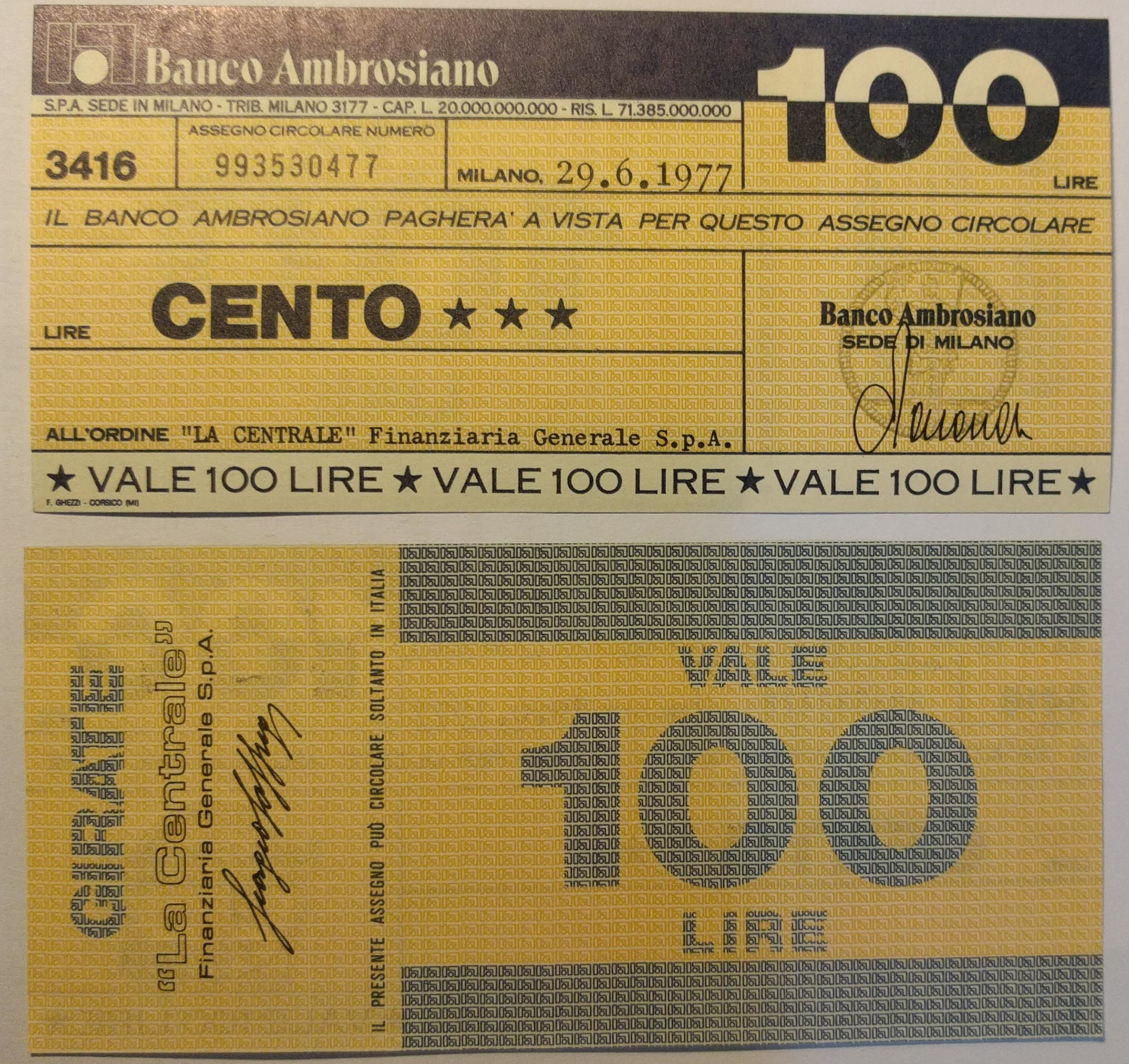
Miniassegni de 100 liras, emitido por el Banco Ambrosiano en 1977.

Se creía ampliamente que la impresión de miniassegni era una bendición para los emisores, que los vendían a minoristas, presionados por la escasez de monedas de pequeña denominación. Sin embargo, muchos cheques nunca fueron devueltos, ya sea porque fueron destruidos por el desgaste (que fue sustancial, debido a la mala calidad del papel) o porque desaparecieron de la circulación atesorados por los coleccionistas, u olvidados por sus tenedores, a quienes no les importó mucho debido a su valor diminuto.
Los miniassegni desaparecieron a finales de 1978, cuando el Istituto Poligrafico e Zecca dello Stato finalmente pudo superar la falta de monedas pequeñas. El motivo de la escasez de monedas nunca estuvo claro, aunque se dieron varias explicaciones, en su mayoría falsas (por ejemplo, que el valor de las monedas era sustancialmente menor que el del metal que contenían; o que las monedas italianas estaban siendo utilizadas como cajas de relojes por los relojeros suizos). Hans Magnus Enzensberger, en un ensayo escrito unos años después del hecho, enumera varias explicaciones dadas en ese momento y atribuye una de las causas probables a una insuficiencia técnica temporal de la Casa de la Moneda italiana, causada por complicaciones burocráticas.

## Emisores
Los bancos italianos que emitieron miniassegni entre 1975 y 1978 fueron:
| - Banca Agricola Commerciale di Reggio Emilia - Banca Antoniana - Banca Belinzaghi - Banca Calderari e Moggioli - Banca Cattolica del Veneto - Banca del Friuli - Banca del Salento - Banca di Credito Agrario Bresciano - Banca di Credito Agrario di Ferrara - Banca di Trento e Bolzano - Banca Industriale Gallaratese - Banca Popolare del Montefeltro e del Metauro - Banca Popolare di Bergamo - Banca Popolare di Crema - Banca Popolare di Lecco | - Banca Popolare di Matino e Lecce - Banca Popolare di Milano - Banca Popolare di Novara - Banca Provinciale Lombarda - Banca San Paolo di Brescia - Banca Sella - Banco Ambrosiano - Banco di Chiavari e della Riviera Ligure - Banco di Napoli - Banco di Santo Spirito - Banco di Sicilia - Banco Lariano - Cassa di Risparmio di Biella - Cassa di Risparmio di Cuneo | - Cassa di Risparmio di Jesi - Cassa di Risparmio di Padova e Rovigo - Cassa di Risparmio di Trento e Rovereto - Cassa di Risparmio di Venezia - Cassa Rurale ed Artigiana di Cantù - Credito Artigiano - Credito Italiano - Credito Varesino - Istituto Bancario Italiano - Istituto Bancario San Paolo di Torino - Istituto Centrale delle Banche Popolari Italiane - Istituto Centrale delle Casse Rurali ed Artigiane - Istituto Centrale di Banche e Banchieri |